# 9471 Ostend
9471 Ostend este un asteroid din centura principală de asteroizi.

## Descriere
9471 Ostend este un asteroid din centura principală de asteroizi. A fost descoperit pe 26 iulie 1998 la Observatorul La Silla de Eric Walter Elst. El prezintă o orbită caracterizată de o semiaxă mare de 2,79 ua, o excentricitate de 0,09 și o înclinație de 2,4° în raport cu ecliptica.